# 托拉斯 (上卢瓦尔省)
托拉斯（法語：Thoras，法語發音：[tɔʁas]）是法国上卢瓦尔省的一个市镇，属于布里尤德区。该市镇于2016年1月1日由原托拉斯与市镇克鲁瓦桑斯合并而成。

## 地名
该地名“Thoras”发音为[tɔʁas]，末尾字母“s”发音，《世界地名翻译大辞典》与《世界地名译名词典》将其误译作“托拉”。

## 地理
托拉斯（44°51'57"N, 3°33'47"E）面积44.93 平方千米，位于法国奥弗涅-罗讷-阿尔卑斯大区上盧瓦爾省，该省份为法国中南部省份，北起多姆山省和卢瓦尔省，西接康塔爾省，南至洛泽尔省，东临阿尔代什省。
与托拉斯接壤的市镇（或旧市镇、城区）包括：贝莱尔瓦勒当斯、沙纳莱耶、圣保罗勒弗鲁瓦、圣韦内朗、埃斯普朗塔-瓦泽耶、阿列河畔圣普雷热、阿莱拉斯。
托拉斯的时区为UTC+01:00、UTC+02:00（夏令时）。

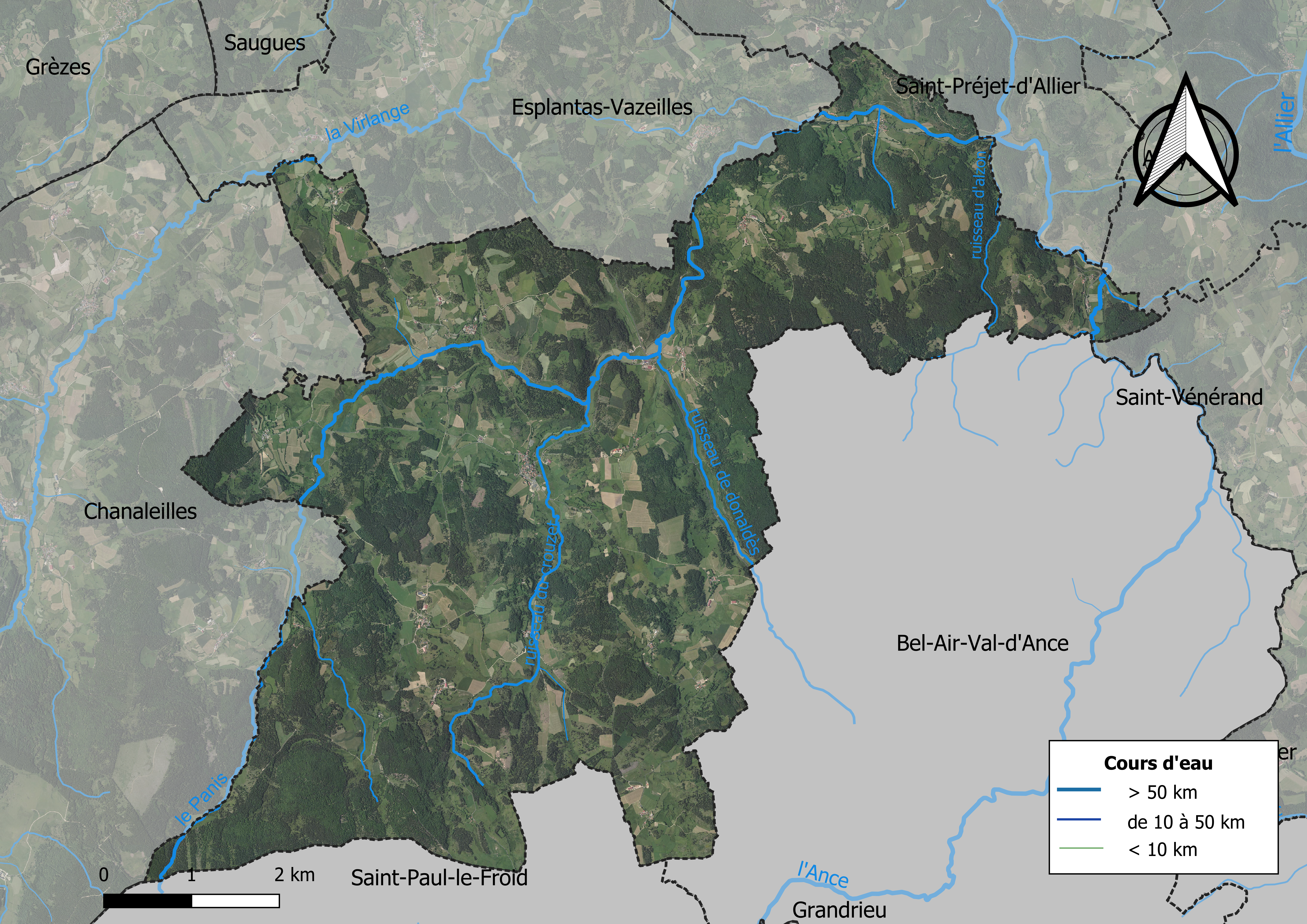
托拉斯的卫星地图

## 行政
托拉斯的邮政编码为，INSEE市镇编码为43245。

## 政治
托拉斯所属的省级选区为阿列峡-热沃当县。

## 人口

1962-2008年间托拉斯人口变化图示

托拉斯于2022年1月1日时的人口数量为235人。